# Crataegus intricata
Crataegus intricata — вид квіткових рослин із родини трояндових (Rosaceae).

## Біоморфологічна характеристика

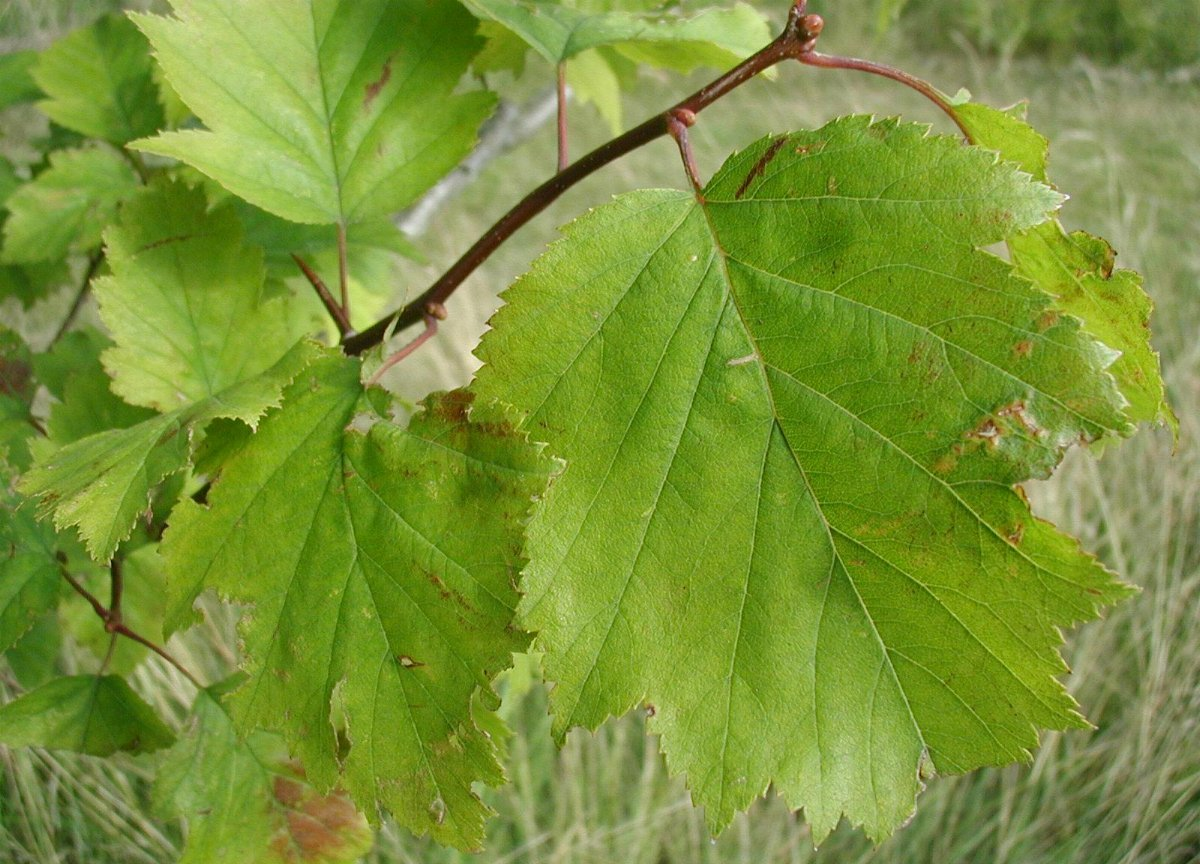
листя

Це кущ 10–60 дм заввишки. Нові гілочки червонуваті, голі, 1–2-річні темно-червоно-чорні, старші сірі; колючки на гілочках відсутні чи часті, прямі чи вигнуті, 2-річні чорнуваті, тонкі, 2.5–5 см. Листки: ніжки листків 40–50% від довжини пластини, зазвичай голі, іноді волохаті, залозисті; листові пластини від широко-еліптичної до широко-яйцеподібної чи довгастої форми, 4–8(9) см, основа від широко клиноподібної до ± закругленої, часток по 3–5 на кожному боці, верхівки часток від гострих до загострених, поверхні голі. Суцвіття 3–8-квіткові. Квітки 16–20 мм у діаметрі, гіпантій голий; чашолистки 6 мм; тичинок 10; пиляки слонової кістки чи кремові. Яблука від тьмяно-жовтого до помаранчевого чи рудого забарвлення, іноді зелені, від круглих до грушоподібних, 8–13 мм у діаметрі, голі. 2n = 51. Період цвітіння: кінець квітня — початок червня; період плодоношення: вересень і жовтень.

## Ареал
Зростає на сході США (Алабама, Арканзас, Коннектикут, Округ Колумбія, Делавер, Джорджія, Іллінойс, Індіана, Кентуккі, Массачусетс, Меріленд, Мічиган, Міссурі, Міссісіпі, Північна Кароліна, Нью-Гемпшир, Нью-Джерсі, Нью-Йорк, Огайо, Оклахома, Пенсильванія, Род-Айленд, Південна Кароліна, Теннессі, Вірджинія, Вермонт, Вісконсин, Західна Вірджинія) й південному сході Канади (Нова Шотландія, Онтаріо); інтродукований подекуди в Європі.
Населяє відкриті ліси, лісові прогалини, відкриті місця; на висотах 10–300 метрів.

## Використання
Плоди вживають сирими чи приготованими чи сушать для пізнішого використання. М'якуш борошнистий, досить м'який, солодкий. Чудовий десертний фрукт, має кислий, але солодкий смак, соковитий, але з борошнистою консистенцією. Деякі форми мають плоди з неприємним смаком. Плоди також можна використовувати для приготування пирогів, консервів тощо, а також їх можна висушити для подальшого використання.
Хоча конкретних згадок про цей вид не було помічено, плоди і квіти багатьох глоду добре відомі в трав’яній народній медицині як серцевий тонізуючий засіб, і сучасні дослідження підтвердили це використання.
Деревина роду Crataegus, як правило, має хорошу якість, хоча вона часто занадто мала, щоб мати велику цінність.